# 2012年夏季奧林匹克運動會柬埔寨代表團
2012年夏季奥林匹克运动会柬埔寨代表团參加2012年7月27日至8月12日在英國倫敦舉行的2012年夏季奧林匹克運動會。